# Меч кандидата у шаху, Портиш - Корчној, 1983
Четвртфинални меч између Виктор Корчноја и Лајош Портиша, као један од мечева кандидата одиграних 1983. год. Меч је одигран у Бад Кисингену у коме је победу славио Виктор Корчној и тиме се пласирао у полуфинале овог такмичења. Меч је трајао девет партија.

## Учесници
- Виктор Корчној
- Лајош Портиш

## Резултат
| Играч          | Рејтинг | 1 | 2 | 3 | 4 | 5 | 6 | 7 | 8 | 9 | 10 | 11 | 12 | 13 | 14 |  | + | − | = | Бодови |
| -------------- | ------- | - | - | - | - | - | - | - | - | - | -- | -- | -- | -- | -- |  | - | - | - | ------ |
| Виктор Корчној | 2600    | 1 | ½ | 1 | 1 | ½ | ½ | ½ | 0 | 1 |    |    |    |    |    |  | 4 | 1 | 4 | 6      |
| Лајош Портиш   | 2620    | 0 | ½ | 0 | 0 | ½ | ½ | ½ | 1 | 0 |    |    |    |    |    |  | 1 | 4 | 4 | 3      |

## Партије

### Партија 1, Корчној - Портиш, 1-0
Енглеско отварање, A17
1.c4 ♘f6 2.♘c3 e6 3.♘f3 b6 4.e4 ♗b7 5.♕e2 ♗b4 6.e5 ♘g8 7.g3 ♘c6 8.♗g2 ♘d4 9.♕d3 ♗xf3 10.♗xf3 ♘xf3+ 11.♕xf3 ♘e7 12.0-0 ♘c6 13.♕e4 0-0 14.♘e2 f5 15.exf6 ♕xf6 16.d4 e5 17.d5 ♘d4 18.♘xd4 exd4 19.♗f4 ♖ae8 20.♕d3 ♕g6 21.♕xg6 hxg6 22.a3 ♗d6 23.♗xd6 cxd624.♖fe1 ♖xe1+ 25.♖xe1 ♖c8 26.b3 b5 27.cxb5 ♖c3 28.♔f1 d3 29.a4 ♔f7 30.♖a1 ♖xb3 31.♔e1 ♖b2 32.♖a3 d2+ 33.♔e2 ♔f6 34.♖f3+ ♔e7 35.h4 ♖a2 36.♖f4 ♔e8 37.♖c4 ♔e7 38.♖e4+ ♔f7 39.♔d1 ♔f6 40.♔e2 ♔f7 41.♖f4+ ♔e8 42.♔d1 ♔e7 43.♖c4 ♔f6 44.♖c7 ♖xa4 45.♖xd7 ♖b4 46.♖xd6+ ♔f5 47.♖d7 ♖xb5 48.♖xg7 ♖xd5 49.♖xa7 ♔g4 50.♖a2 ♔f3 51.♖xd2 ♖f5 52.♖d6 g5 53.hxg5 ♖xg5 54.♖f6+ ♔g2 55.♔e2 1-0

### Партија 2, Портиш – Корчној, 1-0
Гринфелдова индијска одбрана, Варијанта три коња, D85
1.d4 ♘f6 2.c4 g6 3.♘c3 d5 4.♘f3 ♗g7 5.cxd5 ♘xd5 6.e4 ♘xc3 7.bxc3 c5 8.♗e3 ♗g4 9.♖c1 ♕a5 10.♕d2 ♘d7 11.♘g5 ♘b6 12.h3 cxd4 13.cxd4 ♕xd2+ 14.♔xd2 ♗d7 15.♗d3 e6 16.♘f3 ♗c6 17.♘e5 ♗xe5 18.dxe5 ♘d7 19.♗d4 0-0-0 20.♔e3 ♔b8 21. ♗b2 ♗a4 22.f4 b6 23.♗a3 ♔b7 24.♖c3 ♖c8 25.♖hc1 ♖xc3 26.♖xc3 ♘b8 27.♗d6 ♖c8 28.♖xc8 ♔xc8 29.f5 ♘c6 30.♔f4 h6 31.h4 ♔d7 32.♗f8 g5+ 33.hxg5 hxg5+ 34.♔xg5 ♘xe5 35.♗e2 ♗c2 36.♗b5+ ♔c7 37. ♗g7 ♔d6 38. ♗f8+ ♔c7 39.fxe6 fxe6 40.♗g7 ♔d6 41.♗f8+ ♔c7 42.♗g7 ♔d6 43.g3 ♗b1 44.a3 ♗c2 45.♔f4 ♘d3+ 46.♔e3 ♘c5 47.♗f8+ ♔e5 48.♗g7+ ♔d6 49.♗f8+ ♔e5 50.♗g7+ ½-½

### Партија 3, Корчној - Портиш, 1-0
Енглеско отварање, Симетрична варијанта, A33
1.c4 c5 2.♘f3 ♘f6 3.♘c3 ♘c6 4.d4 cxd4 5.♘xd4 e6 6.♘db5 d5 7.♗f4 e5 8.cxd5 exf4 9.dxc6 bxc6 10.♕xd8+ ♔xd8 11.♘d4 ♔c7 12.g3 ♗c5 13.♖c1 fxg3 14.hxg3 ♗a6 15.♘xc6 ♗b7 16.♘a4 ♗xf2+ 17.♔xf2 ♘e4+ 18.♔g1 ♗xc6 19.♗g2 ♖ae8 20.♖h4 f5 21.g4 f4 22.♖xc6+ ♔xc6 23.♘c3 ♔c5 24.♗xe4 ♔d4 25.♗f3 ♖b8 26.♘a4 ♖b4 27.♖h5 ♖d8 28.b3 h6 29.♔f2 ♖d6 30.♖f5 g5 31.♖f7 ♔e5 32.♖xa7 ♖d2 33.♘c5 ♖bd4 34.♖a6 ♖d6 35.♖a5 1-0

### Партија 4, Портиш – Корчној, 0-1
Гринфелдова индијска одбрана, Варијанта три коња, D85
1.d4 ♘f6 2.c4 g6 3.♘c3 d5 4.♘f3 ♗g7 5.cxd5 ♘xd5 6.e4 ♘xc3 7.bxc3 c5 8.♗e3 ♗g4 9.♖c1 ♕a5 10.♕d2 ♘d7 11.d5 b5 12.♗e2 0-0 13.c4 b4 14.0-0 ♖ac8 15.h3 ♗c3 16.♕c2 ♗xf3 17.♗xf3 ♘b6 18.♗e2 ♕a4 19.♕♗1 ♕a3 20.♖c2 ♗g7 21.♗c1 ♕a4 22.♗g4 f5 23.exf5 gxf5 24.♗f3 ♕d7 25.♗b2 ♗xb2 26.♕xb2 ♘a4 27.♕e5 ♕d6 28.♕e3 ♘c3 29.♕g5+ ♔h8 30.♖e1 ♖f6 31.♕e3 ♖c7 32.a3 a5 33.♖xc3 bxc3 34.♕xc3 ♖b7 35.♕xa5 ♔g8 36.♕c3 ♔f8 37.g3 ♖b6 38.a4 ♕b8 39.♕e3 ♕c7 40.♕c3 ♕b8 41.♔g2 ♖a6 42.♗d1 ♖ab6 43.a5 ♖b1 44.a6 ♖bb6 45.♗c2 f4 46.g4 f3+ 47.♔g1 ♖xa6 48.♗f5 ♕f4 49.♖e4 ♕h6 50.♔h2 ♕h4 51.♕xf3 ♖a3 52.♕g2 ♖xh3+ 53.♔g1 ♖h6 54.♔f1 ♖a6 55.♖e1 ♖a2 56.♗e4 0-1

### Партија 5, Корчној - Портиш, ½-½
Енглеско отварање, Симетрична варијанта, A33
1.c4 c5 2.♘f3 ♘f6 3.♘c3 ♘c6 4.d4 cxd4 5.♘xd4 e6 6.♘db5 d5 7.♗f4 e5 8.cxd5 exf4 9.dxc6 bxc6 10. ♕xd8+ ♔xd8 11.♖d1+ ♗d7 12.♘d6 ♔c7 13.♘xf7 ♖g8 14.♘e5 ♖b8 15.♘xd7 ♘xd7 16.g3 ♖xb2 17.♗h3 ♘c5 18.0-0 ♖c2 19.♖c1 ♖xc1 20.♖xc1 fxg3 21.hxg3 ♗e7 22.♗g2 ♖b8 23.♖c2 ♖b4 24.e3 ♖c4 25.♗f1 ♖b4 26.♘e2 ♖b1 27.♘d4 ♔b6 28.♘f3 ♘d3 29.♔g2 ♘b4 30.♖d2 ♔c7 31.♗c4 ♗f6 32.a3 ♖c1 33.♗e6 ♘a6 34.♗f5 ♘c5 35.♗xh7 ♖a1 36.♖c2 ♗e7 37.♘d4 ♖xa3 38.♔f3 ♗f6 39.♖c4 a5 40.♔g2 ♔b6 41.♗g6 ♗xd4 42.exd4 ♘a6 43.f4 ♘b4 44.♗f7 ♖a2+ 45.♔f3 ♖b2 46.f5 a4 47.g4 a3 48.g5 a2 49.♖xb4+ ♖xb4 50.♗xa2 ♖xd4 51.f6 gxf6 52.gxf6 ½-½

### Партија 6, Портиш – Корчној, ½-½
Гринфелдова индијска одбрана, Варијанта три коња, D97
1.d4 ♘f6 2.c4 g6 3.♘c3 d5 4.♘f3 ♗g7 5.♕b3 dxc4 6.♕xc4 0-0 7.e4 ♘c6 8.h3 e5 9.dxe5 ♘d7 10.e6 fxe6 11.♕xe6+ ♔h8 12.♕d5 ♖xf3 13.gxf3 ♘d4 14.♗e3 ♘c2+ 15.♔d2 ♘xa1 16.♗d3 ♕e8 17.f4 ♘b6 18.♕a5 ♗xh3 19.♖xa1 ♗e6 20.♔c2 ♘c4 21.♗xc4 ♗xc4 22.♖d1 ♕f7 23.♗d4 ♕xf4 24.♗xg7+ ♔xg7 25.♖d7+ ♗f7 26.♕c5 ♔g8 27.♕d4 c5 28.♕d2 ♕xd2+ 29.♔xd2 b5 30.e5 ♔f8 31.f4 h5 32.♔e3 b4 33.♘e4 ♗xa2 34.♘xc5 a5 35.b3 ♖c8 36.♔d4 a4 37.bxa4 b3 38.♖b7 ♖d8+ 39.♔e3 ♖d1 40.a5 ♖c1 41.♘d7+ ♔e7 42.a6 b2 43.♖xb2 ♗d5 44.♘b6 ♗c6 45.a7 ♖c3+ 46.♔d4 ♖a3 47.♖c2 ♗f3 48.♖c7+ ♔e6 49.♘c4 ♖a4 50.♔e3 ♗h1 51.♘b6 ♖e4+ 52.♔f2 ♖xf4+ 53.♔g1 ♗f3 54.♖c3 ♗b7 55.♖c7 ♗f3 56.♖c3 ½-½

### Партија 7, Корчној - Портиш, ½-½
Енглеско отварање, Симетрична варијанта, A33
1.c4 c5 2.♘f3 ♘f6 3.♘c3 ♘c6 4.d4 cxd4 5.♘xd4 e6 6.♘db5 d5 7.♗f4 e5 8.cxd5 exf4 9.dxc6 bxc6 10.♕xd8+ ♔xd8 11.♖d1+ ♗d7 12.♘d6 ♗xd6 13.♖xd6 ♖b8 14.b3 ♖b4 15.g3 ♔e7 16.♖d2 c5 17.e3 ♗c6 18.♖g1 f3 19.♔d1 ♖hb8 20.♔c2 ♗e4+ 21.♔c1 a5 22.g4 g5 23.♖b2 ♗c6 24.♗c4 ♖d8 25.♖d2 ♖bb8 26.♗d3 ♖b4 27.♗c4 ♖bb8 28.♗d3 ♖b4 ½-½

### Партија 8, Портиш – Корчној, 1-0
Дамина индијска одбрана, Петросјан систем, E12
1.d4 ♘f6 2.c4 e6 3.♘f3 b6 4.a3 ♗a6 5.♕c2 ♗b7 6.♘c3 c5 7.e3 ♗e7 8.♗d3 cxd4 9.exd4 ♕c8 10.0-0 ♗xf3 11.gxf3 ♘c6 12.♗e3 0-0 13.♔h1 g6 14.♖g1 ♘h5 15.f4 f5 16.♗e2 ♘f6 17.d5 ♘a5 18.♗3 exd5 19.cxd5 ♔f7 20.♖gc1 ♘b7 21.♗f3 ♘d6 22.♕e2 ♕d8 23.♗d4 ♖e8 24.♗e5 ♗f8 25.♖e1 ♖c8 26.♖ac1 h5 27.h3 a5 28.♕d3 ♖c5 29.♖g1 ♕c8 30.b4 axb4 31.axb4 ♘de4 32.♘xe4 ♘xe4 33.♖cf1 ♖c1 34.♗xe4 ♖xf1 35.♕xf1 d6 36.♕g2 ♔e7 37.♕xg6 dxe5 38.d6+ 1-0

### Партија 9, Корчној - Портиш, 1-0
Ретијево отварање, A30
1.♘f3 ♘f6 2.c4 e6 3.♘c3 b6 4.g3 ♗b7 5.♗g2 c5 6.0-0 ♗e7 7.b3 d6 8.♗b2 0-0 9.e3 a610.d4 cxd4 11.♘xd4 ♗xg2 12.♔xg2 ♖a7 13.♕f3 ♕c7 14.♖fd1 ♖c8 15.♖ac1 ♗f8 16.♘e4 ♘xe4 17.♕xe4 ♘d7 18.♔g1 ♕b8 19.♘f3 h6 20.♘d4 ♖ac7 21.♕d3 ♕b7 22.♕e2 ♕e4 23.f3 ♕g6 24.e4 h5 25.♔h1 ♕h6 26.♘c2 h4 27.gxh4 ♘e5 28.♘e3 ♕xh4 29.♖g1 ♕h5 30.♖g3 b5 31.♖cg1 bxc4 32.♕g2 ♘g6 33.bxc4 ♖b7 34.f4 ♖cb8 35.♗c1 ♖♗1 36.f5 ♖xc1 37.♖xc1 ♘f4 38.♕f1 e5 39.♘d5 ♘xd5 40.cxd5 ♖b2 41.♖g2 ♖b4 42.♕e2 ♕h4 43.♖g4 ♕h6 44.♖cg1 ♖d4 45.♕g2 ♖d3 46.♖g5 ♖h3 47.♕f2 ♕f6 48.♕e2 ♕h6 49.♖5g2 ♖h4 50.♕xa6 ♕e3 51.♕e2 ♕xe4 52.♕xe4 ♖xe4 53.♖g4 ♖e2 54.a4 ♖a2 55.f6 g6 56.♖h4 ♖f2 57.a5 1-0